# Handelsstraat 58 (Stadskanaal)
Het pand Handelsstraat 58 is een monumentaal bouwwerk in de Groningse plaats Stadskanaal.

## Geschiedenis
Het pand aan de Handelsstraat 58 dateert uit 1950. Het wordt door Stenvert gekarakteriseerd als "een goed voorbeeld van de wederopbouwarchitectuur" uit die periode. Het pand ligt op de hoek van de Handelsstraat en de Barkelastraat. Op de hoek aan de overzijde bevindt zich op Handelsstraat 59, een omstreeks 1914 gebouwde winkelwoning, die erkend is als rijksmonument. Het pand werd ontworpen door het architectenbureau van de gebroeders Hendrik Jan en Frederik Hendrik Blaauw in Stadskanaal. Het pand werd gebouwd in opdracht van de Stadskanaalster ondernemer Zwartsenberg als vervanging van een door brand verwoest winkelpand.
Het pand Handelsstraat 58 werd in 2010 aangewezen als een gemeentelijk monument. Het langgerekte gebouw met de voorzijde aan de kanaalzijde heeft een asymmetrische voorgevel. Aan de linkerzijde bevinden zich drie traveeën met elk twee ramen op de verdieping en aan de rechterzijde twee traveeën met eveneens elk twee ramen. De benedenzijde heeft per travee een grote etalageruit. Rechts van het midden bevindt zich de ingangspartij met erboven een groot tweedelig raam met vierruits vensters. Het platte dak heeft langs de zijden een opengewerkte betonnen balustrade. In het pand waren achtereenvolgens een meubelzaak, een veilingbedrijf en een designwinkel gevestigd.